# 环十七烷
环十七烷是一种大环有机化合物，化学式为C17H34，它可以在二氧化硅负载的五甲基钨催化环辛烷复分解反应中作为产物之一生成；它也可通过环己酮二环庚酮三过氧化物的热分解得到。